# Joaquim Ferreira
Joaquim Vaz Ferreira (Porto, em 27 de abril de 1973) é um ex-jogador de rugby union português. Jogou pelo CDUP.
Jogou pela Seleção Portuguesa de Rugby Union, com 84 jogos e 3 ensaios, de 1993 a 2007. Actuou em três jogos da fase final do Copa do Mundo de Rugby Union de 2007, marcando um ensaio no jogo com a Roménia (10-14). Abandonou a competição logo a seguir, aos 34 anos.